# Toei Animation
A Toei Animation Co. Ltd. (東映アニメーション株式会社; Tóei Animéson Kabusikigaisa; Hepburn: Tōei Animēshon Kabushikigaisha) japán animációs stúdió, amelyet 1948-ban alapítottak Nihon Dóga Eiga néven. 1956-ban a Toei Co. Ltd. megvásárolta a stúdiót, mely ekkor a Toei Dóga nevet vette fel. Az évek során a Toei Animation rengeteg televíziós sorozatot és mozifilmet készített, de emellett világhírű a különféle mangákból készített anime-adaptációi által is. A Toei résztulajdonosa a japán Animax animecsatornának, több másik animestúdióval együtt. A cég székhelye Tokió Nerima kerületében van.
1998-ban vette fel a vállalat a mai nevét, addig Toei Dóga néven volt ismert, amely szintén egy kifejezést jelent az animációra. A cég logója Peró macska feje, aki saját 1969-es nagy sikerű animéjük, A klasszikus Csizmás Kandúr főhőse. A Toei számos legendás mangarajzolóval dolgozott együtt animék készítésekor, mint például Nagai Gó, Isinomori Sótaró, Kurumada Maszami, Torijama Akira, vagy éppen Takeucsi Naoko. A stúdiónak köszönhető a szuper-robotokról és a varázslatos képességekkel rendelkező lányokról szóló animék népszerűsége. Három, általuk készített anime is elnyerte az Animage Anime Grand Prix nagydíját: a Galaxy Express 999 1981-ben, a Saint Seiya 1987-ben, és a Sailor Moon 1992-ben. Mindezeken túlmenően a Toei számos amerikai rajzfilm esetében is végez utómunkálatokat, a hatvanas évektől kezdődően.
Magyarországon a Toei animéit a 70-es évek végétől kezdődően vetítették a mozik a MOKÉP forgalmazásában, de különösen a kilencvenes évek végén lettek népszerűek, köszönhetően az RTL Klub „Rajzfilmklub” blokkjának, ahol hetvenes évekbeli és akkoriban modern animéket egyaránt vetítettek. Azonban később is számos művüket tűzte programjára egy-egy csatorna.

## Története
A Toei Animation elődjét, a Nihon Dóga Co., Ltd.-et (日本動画映画; Hepburn: Nihon Dōga Eiga, ’Japán Animációs Film’) 1948 januárjában alapították Sindzsukuban, Tokióban. 1952-ben a Nichido Eiga Co. nevet vette fel. 1956 júliusában a Toei Co. Ltd. megvásárolta a stúdiót, mely ekkor a Toei Dóga Co., Ltd. (東映動画株式会社; Hepburn: Toei Dōga Co., Ltd.) nevet vette fel. 1957-ben a stúdió átköltözött Nerimába, majd itt készült el a stúdió első kisfilmje, a Little Kitty’s Graffiti. 1958-ban mutatták be az első mozifilmjüket, a Hakudzsaden, amely egyben az első színes japán animációs film. Ezután általában évente elkészültek legalább egy mozifilmmel. 1963-ban kezdték vetíteni az első televíziós sorozatukat, a Ken, a farkasfiút, majd négy évvel később a Mahócukai Sally 18. epizódja volt az első színes televíziós programjuk.
A ’70-es években kezdtek el dolgozni külföldi, főleg amerikai megkeresésekre, amely főként animációs utómunkálatokból állt, de az animációs filmek külföldi értékesítése is beindult. Ekkor olyan sikeres sorozatok futottak, mint Nagai Gó Mazinger Z című mangájának animeadaptációja. 1979-ben a Galaxy Express 999 hatalmas áttörést jelentett és elnyerte az Animage Anime Grand Prix nagydíját. A ’80-as éveket olyan sorozatok jellemezték, mint a Dr. Slump, a Dragon Ball vagy a Saint Seiya. A ’90-es évek elejének nagy sikerű sorozata volt a Sailor Moon, amely 5 évig futott. 1998 októberében vette fel a stúdió a mai Toei Animation Co. Ltd. nevét. Az évtized végén indult Oda Eiicsiró One Piece című mangájának animefeldolgozása, amely máig fut a képernyőn.
A ’90-es évek végén és a 2000-es években több leányvállalatot is alapított a stúdió, mint a Tavac Co., Ltd., Toei Animation Phils., Inc., a Toei Animation Music Publishing Co., Ltd., a Laterna Co., Ltd. vagy a kaliforniai székhelyű Toei Animation Incorporated. A Toei résztulajdonosa a Sony animecsatornájának, az Animaxnak.

### Számítógépes grafika
A Toei az 1980-as évek elején kezdett érdeklődést mutatni a számítógépes animáció iránt. Az első előrelépéseket 1985-re érték el, majd 1991 decemberére elkészült a CATAS (Computer Aided TOEI Animation System) szoftver. 1997 februárjában kezdődött a RETAS CGI szoftver használata.

## Munkái

### Televíziós sorozatok

#### 1960-as évek
- Ken, a farkasfiú (1963–1965)
- Sónen nindzsa kaze no Fudzsimaru (1964–1965)
- Ucsú Patrol Hopper (1965-1965)
- Hustle Punch (1965–1966)
- Rainbow Sentai Robin (1966–1967)
- Kaizoku ódzsi (1966)
- Mahócukai Sally (1966–1968)
  - Mahócukai Sally (2. sorozat) (1989–1991)
- Pyunpyunmaru (1967)
- GeGeGe no Kitaro-sorozat
  - GeGeGe no Kitaro (eredeti) (1968–1969)
  - GeGeGe no Kitaro (2.) (1971–1972)
  - GeGeGe no Kitaro (3.) (1985–1988)
  - GeGeGe no Kitaro (4.) (1996–1998)
  - GeGeGe no Kitaro (5.) (2007–2009)
- Cyborg 009
  - Cyborg 009 (eredeti) (1968)
  - Cyborg 009 (feljavított) (1979–1980)
- Akane-csan (1968)
- Szabu to Icsi torimono hikae (1968–1969) (a Mushi Productions-szel és a Zero Studióval koprodukcióban)
- Himicu no Akko-csan (1969–1970)
  - Himicu no Akko-csan (2. sorozat) (1988–1989)
  - Himicu no Akko-csan (3. sorozat) (1998–1999)
- Mórecu Ataró (1969–1970)
  - Mórecu Ataró (2. sorozat) (1990)
- Tiger Mask (1969–1971)
  - Tiger Mask II (1981–1982)

#### 1970-es évek
- Kick no Oni (1970–1971)
- A kis hableány (1970–1971)
- Sarutobi Ecchan (1971–1972)
- Apacchi (1971–1972)
- Rai, a dzsungel fia (1971–1972)
- Mahou Tsukai Chappy (1972)
- Devilman (1972–1973)
- Mazinger-sorozat
  - Mazinger Z (1972–1974)
  - Great Mazinger (1974–1975)
  - Grendizer (1975–1977)
- Babel II (1973)
- Microid S (1973)
- Miracle Shoujo Limit-chan (1973–1974)
- Dororon Enma-kun (1973–1974)
- Cutie Honey
  - Cutey Honey (eredeti sorozat) (1973–1974)
  - New Cutie Honey (OVA) (1994–1995)
  - Cutey Honey Flash (1997–1998)
- Madzsokko Megu-csan (1974–1975)
- Getter Robo-sorozat
  - Getter Robo (1974–1975)
  - Getter Robo G (1975–1976)
  - Getter Robo Go (1991–1992)
- Calimero (1974–1975)
- Az ifjú Tokugava Iejaszu (1975)
- Kótecu Jeeg (1975–1976)
- Ikkyū-san (1975–1982)
- Daikuu Maryuu  (1976–1977)
  - Gaiking: Legend of Daiku-Maryu (2005–2006)
- Machine Hayabusa (1976)
- Robot Romance Trilogy
  - Choudenjin Robo Combattler V (1976–1977)
  - Choudenjin Machine Voltes V (1977–1978)
  - Toushou Daimos 1978–1979)
- Magne Robo Gakeen (1976–1977)
- Candy Candy (1976–1979)
- Jetter Marusu (1977)
- Vakuszei Robo Danguard Ace (1977–1978)
- Hyouga Senshi Guyslugger (1977)
- Csódzsin szentai Barattack (1977–1978)
- Grand Prix (1977–1978)
- Tobidase! Machine Hiryū (1977–1978)
- Gekisō! Ruben Kaiser (1977–1978)
- Ucsú kaizoku Captain Harlock (1978–1979)
  - Captain Harlock Arcadia of My Youth: Endless Orbit SSX (1982–1983)
- SF Saiyuki  (1978–1979)
- Majokko Tickle (1978–1979)
- Uchu Majin Daikengo (1978–1979)
- Ginga tecudó 999 (1978–1981)
- Captain Future (1978–1979)
- Eiko no Tenshitachi: Pink Lady Monogatari (1978–1979)
- Lili, a virágangyal (1979–1980)
- Mirai Robo Daltanias (1979–1980)
- A Kerekasztal lovagjai (1979–1980)

#### 1980-as évek
- A kék madár (1980)
- Mahō Shōjo Lalabel (1980–1981)
- Artúr, a fehér lovas herceg (1980)
- Mindent bele, Genki (1980–1981)
- Uchū Daitei God Sigma (1980–1981)
- Helló, Sandybell! (1981–1982)
- Wakakusa Monogatari Yori Wakakusa no Yon Shimai (1981)
- Beast King GoLion (1981–1982)
- Dr. Slump (1981–1986)
  - Dr. Slump (2. sorozat) (1997–1999)
- Ezredévek hercegnője (1981–1982)
- Honey Honey no Suteki na Bouken (1981–1982)
- Asari-chan (1982–1983)
- Kétévi vakáció (1982)
- Patalliro! (1982–1983)
- Armored Fleet Dairugger XV (1982–1983)
- The Kabocha Wine (1982–1984)
- Ai Shite Knight (1983–1984)
- Kinnikuman (1983–1986)
  - Showdown! The 7 Justice Supermen vs. The Space Samurais (1984)
  - Kinnikuman: Scramble for the Throne (1991–1992)
  - Ultimate Muscle (2002)
  - Kinnikuman Nisei: Ultimate Muscle (2004)
  - Kinnikuman Nisei: Ultimate Muscle 2 (2006)
- Stop! Hibari-kun (1983–1984)
- Lightspeed Electroid Albegas (1983–1984)
- Bemu Bemu Hunter: Gotengu Tenmaru (1983)
- Yume Senshi Wingman (1984–1985)
- Tongari Boushi no Memoru (1984)
- Video Warrior Laserion (1984–1985)
- GU-GU Ganmo (1984–1985)
- Hokuto no ken (1984–1988)
- Captain Harlock és az Ezredévek hercegnője (1985-1986)
- Hāi! Step Jun (1985–1986)
- Compora Kid (1985)
- Transformers-sorozat (1984–1987)
  - Transformers: Scramble City (1986, OVA)
  - Transformers: The Headmasters (1987)
  - Transformers: Super-God Masterforce (1988)
  - Transformers: Victory (1989)
  - Transformers: Zone (1990, OVA)
- Juharfalva lakói (1986–1987)
- Dragon Ball-sorozat (1986–1997)
  - Dragon Ball (1986–1989)
  - Dragon Ball Z (1989–1996)
  - Dragon Ball GT (1996–1997)
  - Dragon Ball Kai (2009–2011, 2014–2015)
  - Dragon Ball Super (2015–2018)
- Ezüst Nyíl (1986)
- Gou Q Chouji Ikkiman (1986)
- Saint Seiya (1986–1989)
  - Saint Seiya - Hades Chapter Sanctuary (2002–2003)
  - Saint Seiya - Hades Chapter Inferno (2005–2007)
  - Saint Seiya - Hades Chapter Elysion (2008)
- Juharfalva lakói: Pálmaváros (1987)
- Bikkuriman-sorozat
  - Bikkuriman (1987–1989)
  - Shin Bikkuriman (1989–1990)
  - Super Bikkuriman (1992–1993)
  - Happy Lucky Bikkuriman (2006–2007)
- Kamen no Ninja Aka Kage (1987–1988)
- Lady Lady!! (1987–1988)
- Tatakae!! Ramenman (1988)
- Sakigake!! Otokojuku (1988)
- Hello! Lady Lynn (1988–1989)
- Akuma-kun (1989–1990)
- Kariage-kun (1989–1990)

#### 1990-es évek
- Magical Tarurūto-kun (1990–1992)
- Vampire Wars (OVA) (1991)
- Psychic Wars (OVA) (1991)
- Goldfish Warning! (1991–1992)
- Dragon Quest: Dai no daibóken (1991–1992)
- Sailor Moon-sorozat (1992–1997)
  - Bisódzso Szensi Sailor Moon (1992–1993)
  - Bisódzso Szensi Sailor Moon R (1993–1994)
  - Bisódzso Szensi Sailor Moon S (1994–1995)
  - Bisódzso Szensi Sailor Moon SuperS (1995–1996)
  - Bisódzso Szensi Sailor Moon Sailor Stars (1996–1997)
- Icurka-picurka ikrecskék (1992–1993)
- Kamen Rider SD (OVA) (1993)
- Ghost Sweeper Mikami (1993–1994)
- Slam Dunk (1993–1996)
- Aoki Densetsu Shoot (1993–1994)
- Marmalade Boy (1994–1995)
- Shinken Densetsu Tight Road (1994)
- Kuusou Kagaku Sekai (1995)
- Sekai Meisaku Dōwa Series: Wow! Marchen (1995)
- Gokindzso monogatari (1995–1996)
- Hell Teacher Nūbē (1996–1997)
- Hana Yori Dango (1996–1997)
- Kindaichi Shounen no Jikenbo (1997–2000)
- Azumi: Mamma Mia! (1997)
- Yume no Crayon Oukoku (1997–1999)
- Hanitarou Desu (1997–1998)
- Haruniwa-ke no San nin me (1998)
- Anime Syuukan DX! Mi-Pha-Pu (1998–1999)
- Yu-Gi-Oh! (1998)
- Mamotte Shugogetten (1998–1999)
- One Piece (1999–)
- Kamikaze Kaitó Jeanne (1999–2000)
- Ojamajo Doremi-sorozat (1999–2004)
  - Ojamajo Doremi (1999–2000)
  - Ojamajo Doremi #1 (2000–2001)
  - Mootto! Ojamajo Doremi (2001–2002)
  - Ojamajo Doremi Dokkaan (2002–2003)
  - Ojamajo Doremi Na-I-Sho (2004)
- Digimon-sorozat (1999–2003; 2006–2007; 2010–2012; 2015–2018; 2020-)
  - Digimon Adventure (1999–2000)
  - Digimon Adventure 02 (2000–2001)
  - Digimon Tamers (2001–2002)
  - Digimon Frontier (2002–2003)
  - Digimon Savers (2006–2007)
  - Digimon Xros Wars (2010–2012)
  - Digimon Adventure tri. (2015–2018)
  - Digimon Adventure (2020-)

#### 2000-es évek
- Mushrambo (2000)
- Legendary Gambler Tetsuya (2000–2001)
- Pipo Papo Patoru-kun (2000–2001)
- Parappa, a rapper (2001–2002) (a J.C.Staff-fal, a Production I.G-vel és az SME Visual Works-szel koprodukcióban)
- Nono-chan (2001–2002)
- Kanon (2002)
- Tsuribaka Nisshi (2002–2003)
- Ashita no Nadja (2003–2004)
- Konjiki no Gash Bell!! (2003–2006)
- Air Master (2003)
- Bobobo-bo Bo-bobo (2003–2005)
- Pretty Cure-sorozat (2004–)
  - Futari wa Pretty Cure (2004–2005)
  - Futari wa Pretty Cure Max Heart (2005–2006)
  - Futari wa Pretty Cure Splash Star (2006–2007)
  - Yes! Pretty Cure 5 (2007–2008)
  - Yes! Pretty Cure 5 Go Go! (2008–2009)
  - Fresh Pretty Cure! (2009–2010)
  - Heartcatch Pretty Cure (2010–2011)
  - Suite Pretty Cure (2011–2012)
  - Smile Pretty Cure (2012-2013)
  - Doki Doki! Pretty Cure (2013-2014)
  - Happiness Charge Pretty Cure (2014-2015)
  - Go! Princess Pretty Cure (2015-2016)
  - Mahou Tsukai Pretty Cure (2016-)
- Ring ni Kakero 1 (2004)
- Beet the Vandel Buster (2004–2005)
- Xenosaga: The Animation (2005)
- Beet the Vandel Buster: Excelion (2005–2006)
- Ayakashi: Samurai Horror Tales (2006)
- Air Gear (2006)
- Ring ni Kakero 1: Nichi-Bei Kessen Hen (2006)
- Kamisama Kazoku (2006)
- Binbō Shimai Monogatari (2006)
- Demasita! Powerpuff Girls Z (2006–2007)
- Gin-iro no Olynssis (2006)
- Lily to Kaeru to (Ototo) (2006)
- Sugarbunnies-sorozat
  - Sugarbunnies (2007)
  - Sugarbunnies: Chocolat! (2008)
  - Sugarbunnies: Fleur (2009)
- Fireball (2008–)
- Lovely Complex (2007)
- Mononoke (2007)
- Hatara Kizzu Maihamu Gumi (2007–2008)
- Hakaba Kitaro (2008)
- Uchi no 3 Shimai (2008–2010)
  - Uchi no 3 Shimai: Okawariparetai (2010)
- RoboDz Kazagumo Hen (2008)
- Asataro, the Onion Samurai (2008–2009)
- Marie and Gali (2009–2010)
- Psychiatrist Irabu (2009)
- Thriller Restaurant (2009–2010)

#### 2010-es évek
- Marie and Gali 2.0 (2010–2011)
- Toriko (2011–2014)
- Kyousogiga (2011–)
- Robot Girls Z (2014)
- Sailor Moon Crystal (2014–2016)

### Filmek
- Hakudzsaden (1958)
- Sónen Szarutobi Szaszuke (1959)
- Szaijúki (1960)
- Árva testvérek (1961)
- Szindbád, a hajós (1962)
- Vanpaku ódzsi no orocsi taidzsi (1963)
- Vanvan csúsingura (1963)
- Gulliver no ucsú rjokó (1965)
- Cyborg 009
  - Cyborg 009 (1966)
  - Cyborg 009: Kaidzsú szenszó (1967)
  - Cyborg 009: Csó Ginga denszecu (1980)
- Sónen Jack to mahócukai (1967)
- Hjokkori hjótandzsima (1967)
- Andersen monogatari (1968)
- Taijó no ódzsi: Horus no daibóken (1968)
- Csizmás Kandúr-sorozat
  - A klasszikus Csizmás Kandúr (1969)
  - Csizmás Kandúr nyugatra megy (1972)
  - Csizmás Kandúr a világ körül (1976)
- Szoratobu júreiszen (1969)
- Csibikko Remi to meiken Kapi (1970)
- Harmincezer mérföld a tenger alatt (1970)
- Dóbucu takaradzsima (1971)
- Ali Baba és a negyven rabló (1971)
- Maken Liner 0011 Hensin szejo! (1972)
- Panda Maci kalandjai (1973)
- Go Nagai Vs. Movie-sorozat
  - Mazinger Z Vs. Devilman (1973)
  - Mazinger Z Vs. The Great General of Darkness (1974)
  - Great Mazinger tai Getter Robot (1975)
  - Great Mazinger tai Getter Robot G: Kuchu Daigekitotsu (1975)
  - UFO Robot Grendizer tai Great Mazinger (1976)
  - Grendizer, Getter Robot G, Great Mazinger: Kessen! Daikaijuu (1976)
- Kikansa Jaemon: D-goicsi no daibóken (1974)
- A kis hableány (1975)
- Ucsú enban daiszenszó (1975)
- A világ legszebb tündérmeséi (Szekai meiszaku dóva)
  - A vadhattyúk (1977)
  - Hüvelyk Panna (1978)
  - Tizenkét hónap (1980)
  - A hattyúk tava (1981)
  - Aladdin és a csodalámpa (1982)
- Space Battleship Yamato
  - Space Battleship Yamato (1977)
  - Farewell Space Battleship Yamato (1978)
  - Yamato: The New Voyage (1979)
  - Be Forever Yamato (1980)
  - Final Yamato (1983)
- Tacu no ko Taró (1979)
- A csodálatos Triton (1979)
- Galaxy Express 999
  - Galaxy Express 999 (1979)
  - Adieu Galaxy Express 999 (1981)
  - Eternal Fantasy Galaxy Express 999 (1998)
- Terra e… (1980)
- Baldios (1981)
- Dr. Slump-sorozat (1981–2007)
- Sin taketori monogatari: Szennen dzsoó (1982)
- Az űrkalóz bosszúja (1982)
- Manga Aesop monogatari (1983)
- Kinnikuman-sorozat (1984–2002)
- Odin (1985)
- Hokuto no ken (1986)
- Dragon Ball-filmek (1986–)
- Saint Seiya
  - Evil Goddess Eris (1987)
  - Az istenek csatája (1988)
  - Legend of Crimson Youth (1988)
  - Warriors of the Final Holy Battle (1989)
  - Heaven Chapter - Overture (2004)
- Dragon Ball Z-filmek (1989–2015)
- Rokudenasi Blues 1993 (1993)
- Sailor Moon-filmek
  - Sailor Moon R: A rózsa ígérete (1993)
  - Sailor Moon S: Jégbe zárt szívek (1994)
  - Sailor Moon SuperS: A film (1995)
  - Pretty Guardian Sailor Moon Eternal - A film (2021)
  - Pretty Guardian Sailor Moon Cosmos – A film (2023)
- Kindaicsi sónen no dzsikenbo (1996)
- Yu-Gi-Oh! (1999)
- Digimon-filmek (1999–2006)
- Ojamajo Doremi
  - Ojamajo Doremi: The Movie (2000)
  - Mo~tto! Ojamajo Doremi: Secret of the Frog Stone (2001)
- One Piece-filmek (2000–)
- Interstella 5555: The 5tory of the 5ecret 5tar 5ystem (2003)
- Pretty Cure filmek:
  - Futari wa Pretty Cure Max Heart: The Movie (2005)
  - Futari wa Pretty Cure Max Heart 2: Friends of the Snow-Laden Sky (2005)
  - Futari wa Pretty Cure Splash Star: Tic Tac Crisis Hanging By a Thread (2006)
  - Yes! Pretty Cure 5: Great Miracle Adventure in the Mirror Kingdom (2007)
  - Yes! Pretty Cure 5 GoGo!: Happy Birthday in the Land of Sweets (2008)
  - Pretty Cure All Stars DX: Everyone's Friends - Miraculous Meeting (2009)
  - Fresh Pretty Cure: The Toy Kingdom is Full of Secrets!? (2009)
  - Pretty Cure All Stars DX 2: Light of Hope - Protect the Rainbow Jewel (2010)
  - Heartcatch Pretty Cure: A Fashion Show in the Flower Capital...Isn't It!? (2010)
  - Pretty Cure All Stars DX 3: Deliver the Future! The Rainbow Flower That Connects the World (2011)
  - Suite Pretty Cure: Bring it Back! The Miracle Melody that Connects the Heart (2011)
  - Pretty Cure All Stars New Stage: Future Friends (2012)
  - Smile PreCure!: Big Mismatch in a Picture Book! (2012)
  - Pretty Cure All Stars New Stage 2: Friends of the Heart (2013)
  - Doki Doki! PreCure: Mana is getting married!? The dress of hope that connects to the future (2013)
  - Pretty Cure All Stars New Stage 3: Forever Friends (2014)
  - HappinessCharge PreCure!: Ballerina of the Doll Kingdom (2014)
  - Pretty Cure All Stars: Spring Carnival (2015)
  - Go! Princess PreCure: Go! Go!! Splendid Triple Feature!!! (2015)
  - Pretty Cure All Stars: Singing with Everyone♪ Miraculous Magic! (2016)
  - Mahou Tsukai PreCure: Miraculous Transformation! Cure Mofurun! (2016)
- Air (2005)
- Clannad (2007)

## A Toei Animation korábbi munkatársai által alapított stúdiók
- A Production/Shin-Ei Animation
- Studio Junio
- SynergySP
- Topcraft/Studio Ghibli